# Iacob Reznic
Iacob Reznic (în rusă Яков Резник, transliterat: Iakov Reznik; n. 5 ianuarie 1902, Orhei, gubernia Basarabia, Imperiul Rus – d. 10 aprilie 1979, Chișinău, RSS Moldovenească, URSS) a fost un evreu basarabean, om de știință medical, igienist, toxicolog și profesor sovietic moldovean, doctor în științe medicale.
A efectuat lucrări științifice majore în domeniul sănătății muncii în agricultură și toxicologia pesticidelor. A fost distins cu titlul „Om de știință onorat” al RSS Moldovenească (1972). Postum i-a fost acordat Premiul „F.F. Erisman” al Academiei de Științe Medicale a URSS (1982).

## Biografie
S-a născut în orașul Orhei din același ținut, gubernia Basarabia (Imperiul Rus). A absolvit Institutul Medical din Odesa în 1925. În anii 1925-1930 a lucrat ca inspector sanitar în Odesa, totodată, în 1928-1930, a activat în școala postuniversitară a Departamentului de igienă profesională al institutului pe care l-a absolvit și a predat (1927-1930) istoria pedagogiei în departamentul evreiesc al Facultății de Educație Socială a Institutului de Educație Publică din Odesa. În 1930-1941 a fost asistent, apoi profesor asociat și, în cele din urmă, șeful Departamentului de igienă profesională al Institutului Medical din Odesa. 
În anii 1941-1945 a fost Șef al Departamentului de Igienă Generală al Institutului Medical din Samarkand, RSS Uzbekă.
În 1945-1960 a fost din nou șef al Departamentului de igienă profesională al Institutului Medical Odesa, până în 1953 a fost și decanul Facultății de Igienizare și Igienă. anii În 1960-1979 a condus Departamentul de Igienă Generală al Institutului Medical fin Chișinău organizat de el.
A fost primul președinte al Societății Științifice Republicane Moldovenești pentru Igieniști, pe care a înființat-o în 1962.

## Lucrări
- Порядок найма рабочей силы и борьба с безработицей: Действующее законодательство по рынку труда в вопросах и ответах („Angajarea forței de muncă și combaterea șomajului: legislația actuală a pieței muncii în întrebări și răspunsuri”, împreună cu M. Rozenblit). Odesa: BIP, 1926. — 45 с.; 4-е издание — там же, 1927. — 78 p.
- Что должна знать работница об охране женского труда („Ce ar trebui să știe un angajat despre protecția muncii femeilor”). — Odesa: BIP, 1927. — 30 p.
- Спецпитание, сокращённый рабочий день и дополнительные отпуска на вредных работах: Справочник для профсоюзов, фабзавместкомов и администраций предприятий и учреждений („Mese speciale, ore de lucru mai scurte și vacanțe suplimentare pentru muncă dăunătoare: Un ghid pentru sindicate, comitete de fabrică și administrațiile întreprinderilor și instituțiilor”). Odesa: BIP, 1928. — 64 p.
- Вопросы оздоровления труда: исследования вентустановок, нагревательных печей и изоляционных завес („Probleme de sănătate a muncii: cercetări privind unitățile de ventilație, cuptoarele de încălzire și perdelele de izolare”). Odesa: Institutul VȚPS, 1935. — 170 p.
- Профилактика травматизма на полевых работах в сельскохозяйственном производстве („Prevenirea rănilor în munca pe teren în producția agricolă”). Odesa, 1954. — 28 p.
- Гигиена труда при работе с ядохимикатами („Igiena muncii atunci când lucrați cu pesticide”). Мoscova: Znanie, 1966. — 31 p.
- Общая гигиена применения ядохимикатов в сельском хозяйстве („Igiena generală a utilizării pesticidelor în agricultură”). Chișinău: Cartea moldovenească, 1969. — 227 p.
- Гигиена труда в садоводстве („Igiena muncii în horticultură”). Chișinău: Știința, 1975. — 179 p.
- Гигиена труда в современном сельском хозяйстве („Sănătatea ocupațională în agricultura modernă”). Chișinău: Știința, 1978. — 150 p.